# 四谷アウトブレイク
四谷OUTBREAK（よつやアウトブレイク）は、東京都新宿区四谷にあるライブハウス。

## 概要
元々はうどん屋であった場所をライブハウスへと改修し、2004年にロックを中心としたライブハウスとして営業を開始。
会場のキャパシティは最大230人。オフィス街にありながら、ロックバンドからポップス、オルタナティブ、弾き語り等、様々なジャンルのアーティストのステージを発信。

また、お笑い芸人や落語、プロレス、舞台、ガマの油売りまで、古今東西の様々なエンターテインメントの発表の場として、他のライブハウスには無い、幅広いイベントを企画している。
様々な企業や専門学校、日本赤十字社などとのコラボレーション企画を立ち上げたり、クラウドファンディングでトイレ改修をするなど、柔軟かつ奔放な発想を基軸にした企画を敢行する事も多々ある。
- アクセス…東京メトロ丸ノ内線・四谷三丁目駅の4番出口から徒歩5分、JR四ツ谷駅の四谷口から徒歩6分。新宿通り四谷二丁目交差点、第2太郎ビル地下1階[29]。

## イベント
- 毎週火曜 ： 500円で飲み放題
- 奇数月最終日曜 AM5:00 - AM11:00 ： 早朝ギグ「日曜日は2度来る！」[30]
- 4月28日 ： 毎年4月28日は渋谷チェルシーホテルを相手に「渋谷の日」か？「四谷の日」か？という謎の戦いを繰り広げているが、勝利条件も報酬も不明[31]。
- 12月 ： 毎年12月に6日間に渡る店長佐藤生誕祭を開催。最終日には店長が全裸で人間魚拓をするのが通例となっている。
- 大晦日 ： ライブハウスにもかかわらず、大晦日には音楽イベントを行わず神社営業をしている。段ボールの鳥居や賽銭箱が置かれ、絵馬も販売。

## エピソード
- 2015年4月21日放送の日本テレビ系列「月曜から夜ふかし」の番組内、「コンサート会場のあれこれを調べてみた件」のコーナーで「何でもやっちゃうライブハウス」として紹介されたが、最終的に店長･佐藤"boone"学がニワトリのようだという印象だけが植え付けられた。
- 2016年5月24日、数々の謎の功績によりOTOTOYの学校企画で店長の佐藤"boone"学が非常勤講師となる、特別授業が開講された。受講生募集は定員30名だったが、予約でソールドアウト。急遽、当日券が用意された[32]。
- 四谷アウトブレイクを取り上げたNAVERまとめが1週間で8万viewを超え、多方面から注目されることとなった。
- 店長の佐藤"boone"学は、約2年ほどアウトブレイクに住み生活していた。今でもよく店の床で寝ており、翌日の出演者がライブハウスに訪れた際に大体起こされている。
- オープン10周年を記念し、クラウドファンディングサイト「Rockin’Cheer」を介してトイレの改修資金を募った結果、僅か1ヶ月で目標の100万円に到達。最終的に151万円を超える資金が集まる。
- 改修工事当日にはトイレの葬式、鏡開き、テープカット等をはじめ、工事と共にノイズバンド・エレファントノイズカシマシの演奏が行われ「トイレ工事VSノイズバンド」というどうかしているイベントが開催された[33]。
- お客さんにも「音量を選択する自由」があってもいいのでは、との考えでライブハウス専用の耳栓をプロデュース。都内ライヴハウスを中心に25店舗で販売を開始した[34]。
- 店長の佐藤"boone"学はキンミヤ焼酎好きを豪語しており、キンミヤ焼酎（宮崎本店）に数ヶ月間メールを送り続け、とうとう折れた宮崎本店側より返信があり、コンピレーションCD・コラボTシャツを作るまでに至った。アウトブレイク社員旅行では三重のキンミヤ工場本社を訪れている。
- 同ビル1Fのモリバコーヒーの商品に限り持ち込み自由であり、隣の松屋とは異例のコラボを実施し、アウトブレイク受付に生卵or定食ご飯大盛りが無料になるチケットが用意されている。
- トラック一台分の木をライブハウス内に持ち込み、ホールを森仕様にした際は音楽イベントとしては成功したものの、木を置きすぎて客席が極端に少ないという事態に陥った。
- 現役の「坊主バンドVS牧師バンド」で2マンライブを実現、ラストは出演者全員がステージにあがり牧師サイドはアメイジンググレイスを、坊主サイドはお経を同時に歌い、センターでは出演者が金玉を振り続けるという謎の終焉を迎えた。
- 2016年4月28日の渋谷（428）と四谷（428）の「428」を賭けた争いでは、午前5時のラジオ体操から始まり昼の11時までのイベントが行われ、チケットは朝食付きで2,500円だった。また、タワーレコード渋谷店限定でコンピレーションアルバム『428 VS 428』が発売された。